# Pitralon

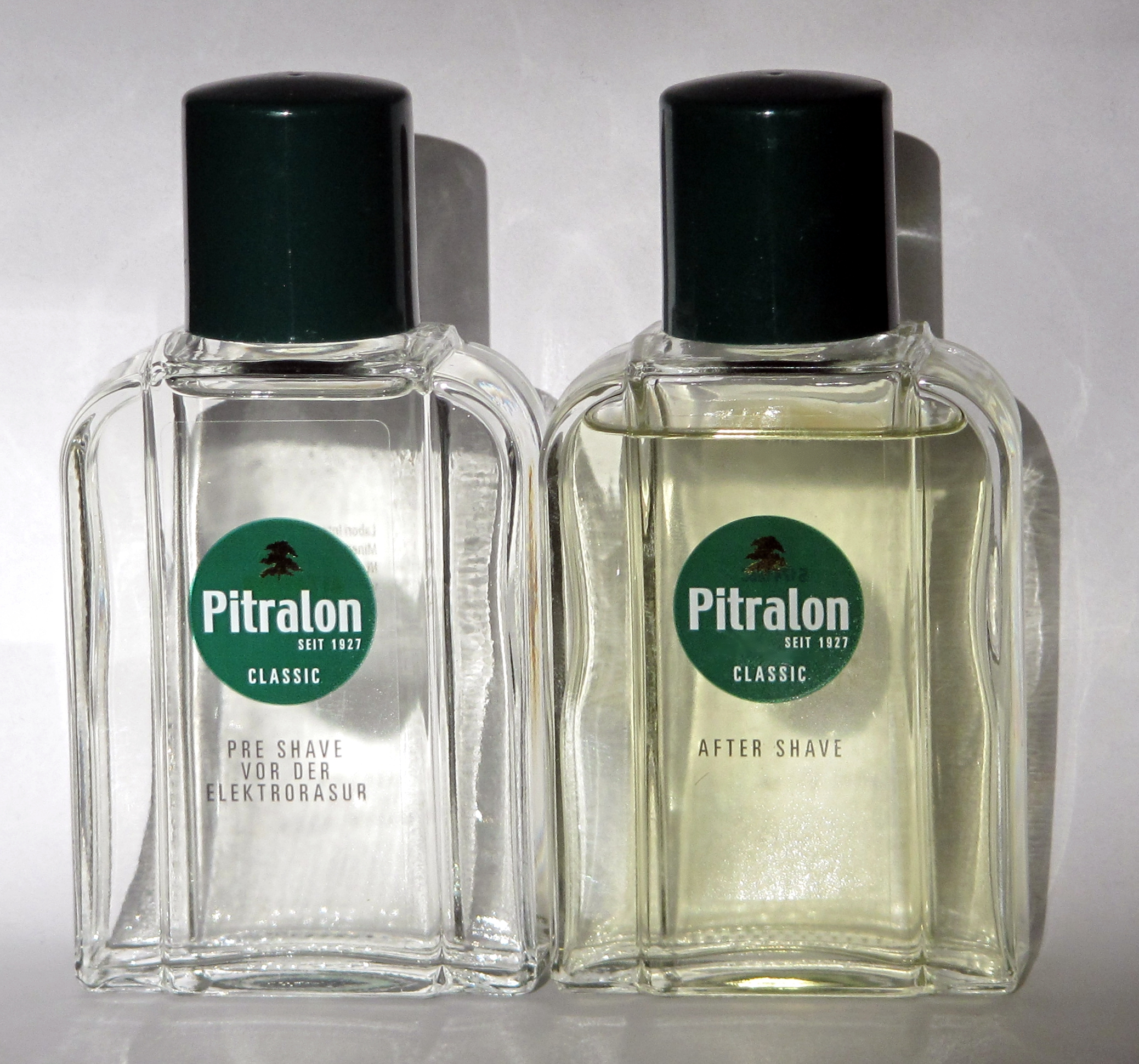
Pitralon Classic

A Pitralon arcszeszmárkát Karl August Lingner alkotta meg. A Leowerke cég az eredeti recept szerint 1990-ig gyártotta. A ma is kapható terméket a Sara Lee gyártja, mely receptúrájában, illatában és hatásában sem hasonlít az eredetire.

## Története
A 20. század elején Drezdában Karl August Lingner alkotta meg és önálló márkaként vezette be a piacra. A Pitralon a 20. századi higiéniai mozgalom egyik terméke volt.
A Pitralon az alkohol és egyéb összetevők mellett kámfort is tartalmazott. Rendkívül intenzív és erős illattal bírt, amely az 1970-es évek végétől egyre kevésbé felelt meg a kor ízlésének. Az eredeti Pitralon kék üvegben, fekete címkével került forgalomba, amelyen piros körben fehérrel szerepelt a termék neve.
Az NDK-ban a korábbi Leowerke cég az eredeti recept szerint 1990-ig gyártotta, majd Németország újraegyesítése után eltűnt a boltokból. Az NSZK-ban a Lingner uns Fischer cég is gyártott Pitralon név alatt arcszeszt, amely lényegében megfelelt az eredeti receptnek.  1993-ban a Sara Lee cég átvette a GlaxoSmithKline vállalattól a termék gyártását.
A ma kapható Pitralon arcszesz már receptúrájában, illatában és hatásában sem hasonlít a régiekhez. Főként Németországban, Ausztriában és Svájcban lehet kapni országonként más-más illatkompozícióban. A mai elnevezése "Pitralon CLASSIC After Shave" és a szokásos arcszesz összetevők mellett cédrusolajat is tartalmaz, amely a karakteres illatot adja. Pitralon név alatt további termékek is kaphatóak: dezodor és borotválkozás előtti készítmények.

## Fordítás
- Ez a szócikk részben vagy egészben  a   Pitralon című német Wikipédia-szócikk ezen változatának fordításán alapul.  Az eredeti cikk szerkesztőit annak laptörténete sorolja fel. Ez a jelzés csupán a megfogalmazás eredetét és a szerzői jogokat jelzi, nem szolgál a cikkben szereplő információk forrásmegjelöléseként.